# Grébifoulque d'Asie
Heliopais personatus
Genre
Espèce
Statut de conservation UICN

 CR C1 : 
En danger critique
La Grébifoulque d'Asie (Heliopais personatus) est une espèce d'oiseaux de la famille des Heliornithidae, vivant en Asie du Sud-est. C'est la seule espèce représentante du genre Heliopais.
Cet oiseau vit en Indochine et le nord-est du sous-continent indien ; il hiverne dans le sud de la péninsule Malaise et au Sumatra.